# ماكس ديفيدسون
ماكس ديفيدسون (بالألمانية: Max Davidson)‏ هو ممثل ألمانيا وأمريكي، ولد في 23 مايو 1875 في ألمانيا، وتوفي في 4 سبتمبر 1950 في الولايات المتحدة.

## وصلات خارجية
- ماكس ديفيدسون على موقع IMDb (الإنجليزية)
- ماكس ديفيدسون على موقع ألو سيني (الفرنسية)
- ماكس ديفيدسون على موقع أول موفي (الإنجليزية)
- ماكس ديفيدسون على موقع قاعدة بيانات الأفلام السويدية (السويدية)
- ماكس ديفيدسون على موقع قاعدة بيانات الفيلم (الإنجليزية)
- ماكس ديفيدسون على موقع كينوبويسك (الروسية)